# Muskogee megye
Muskogee megye az Amerikai Egyesült Államokban, azon belül Oklahoma államban található. Megyeszékhelye és legnagyobb városa Muskogee. Lakosainak száma 66 339 fő (2020. április 1.). Muskogee megye Wagoner, Haskell, McIntosh, Cherokee, Sequoyah és Okmulgee megyékkel határos.

## Népesség
A megye népességének változása:
| Lakosok száma | 71 098 | 70 704 | 70 501 | 70 303 | 69 699 | 66 339 |
|               | 2010   | 2011   | 2012   | 2013   | 2015   | 2020   |